# Corvus Systems Concept
Corvus Systems Concept (Concept) је професионални рачунар, производ фирме Corvus Systems који је почео да се израђује у Сједињеним Америчким Државама током 1982. године.
Користио је Motorola 68000 као централни микропроцесор а RAM меморија рачунара Concept је имала капацитет од 256 KB прошириво до 512 KB. 
Као оперативни систем кориштен је CCOS, P-System, Unix, CP/M (емулација).

## Детаљни подаци
Детаљнији подаци о рачунару Concept су дати у табели испод.
|                       |                                                                       |
| [ 1 ]                 |                                                                       |
| Произвођач            |                                                                       |
| Тип                   | професионални рачунар                                                 |
| Меморија              | 256 прошириво до 512 KB                                               |
| Поријекло             | Сједињене Америчке Државе                                             |
| Година                | 1982                                                                  |
| Тастатура             | Пуни помак, 91 тастер са 10 функцијских тастера и нумеричка тастатура |
| Процесор              |                                                                       |
| Фреквенција процесора | 8 .                                                                   |
| RAM                   | 256 прошириво до 512 KB                                               |
| ROM                   | 4 KB                                                                  |
| Текст                 | 90 знакова x 63 линије (Portrait мод)                                 |
| Графика               | 707 * 479 тачака                                                      |
| Боја                  | једна боја                                                            |
| Звук                  | генератор звука                                                       |
| Димензије             | 35 Kg                                                                 |
| Портови               |                                                                       |
| Оперативни систем     | емулација                                                             |